# Hirondelle de Brazza
Vous lisez un « bon article » labellisé en 2016.
Phedinopsis brazzae
Genre
Espèce
Synonymes
- Neophedina brazzae (Oustalet, 1886)
- Riparia brazzae (Oustalet, 1886)

Statut de conservation UICN

 LC  : Préoccupation mineure
L'Hirondelle de Brazza (Phedinopsis brazzae) est une espèce de passereaux appartenant à la famille des Hirundinidae. Elle mesure douze centimètres de long avec des parties supérieures gris-brun, le dessous blanc strié de noir, et une teinte brunâtre au niveau de la gorge. Les deux sexes sont semblables, mais les jeunes ont des stries sur la gorge plus diffuses et les plumes du dos et des ailes ont des bordures brun rougeâtre. Le chant se compose d'une série de courtes notes enchaînées de plus en plus rapidement, suivi d'un bourdonnement et parfois d'un certain nombre de cliquetis.
C'est une espèce africaine, dont l'aire de répartition chevauche l'Angola, la République du Congo et la République démocratique du Congo. Nichant dans des terriers creusés dans les berges des rivières, cette hirondelle pond généralement trois œufs blancs. Elle se nourrit d'insectes volants, ainsi que de termites, et peut chasser dans les rivières ou la savane ouverte. Elle forme des groupes mixtes avec d'autres hirondelles, mais est facilement identifiable par la combinaison de ses caractères : parties supérieures brunes, parties inférieures striées et queue carrée.
Bien que cet oiseau soit peu connu et ait été auparavant classé dans la catégorie « données insuffisantes » de l'Union internationale pour la conservation de la nature (UICN), il semble en fait être commun et répandu, et il est classé comme une espèce de préoccupation mineure depuis 2008. Cette hirondelle est parfois chassée pour sa chair, mais ne semble pas confrontée à de graves menaces à court terme.

## Description
L'Hirondelle de Brazza mesure 12 cm de long avec des ailes d'une longueur moyenne de 100,5 mm. Cette petite hirondelle a les parties supérieures gris-brun avec une tête d'un brun un peu plus sombre et le ventre blanc avec des stries brun noirâtre de la gorge au cloaque. Le plumage de la poitrine a une teinte brunâtre. La queue mesure en moyenne 46,8 mm de long et a des bords blancs et des plumes sous-caudales brunes. Les rémiges sont brun noirâtre, le bec et les pattes sont noirs, et les yeux sont brun foncé. Le bec mesure 8,5 mm de long. Les sexes sont semblables, mais les jeunes oiseaux ont des stries plus diffuses au niveau de la poitrine et les plumes du dos et des ailes ont des bords brun rougeâtre ou chamois,. Aucune sous-espèce n'est distinguée.
Le chant de cette espèce se compose d'une série de notes courtes dont la fréquence augmente progressivement et qui sont suivies par un bourdonnement complexe et parfois complétées par plusieurs cliquetis. Le chant devient de plus en plus fort, bien que les cliquetis finaux soient doux. Le chant est similaire à celui de l'Hirondelle à collier (Riparia cincta), et ne ressemble pas à celui de l'Hirondelle des Mascareignes (Phedina borbonica), ce qui laisse à penser que les problèmes taxonomiques ne sont pas résolus pour ces espèces. Le vol est décrit comme lourd, ou comme étant semblable à celui d'une Hirondelle de rivage (Riparia riparia).
L'Hirondelle de Brazza peut être distinguée de la plupart des autres espèces d'hirondelles grâce aux stries qu'elle porte sur ses parties inférieures. Bien que l'Hirondelle striée (Cecropis abyssinica) ait également le dessous du corps blanc avec des stries noires, elle est plus grosse, a une queue plus fourchue, un plumage très différent, avec des parties supérieures bleues, un croupion rouge et une tête brune. En comparaison de l'Hirondelle des Mascareignes, l'Hirondelle de Brazza est plus petite et a un dos plus clair mais leurs aires de répartition ne se chevauchent pas.

## Comportement

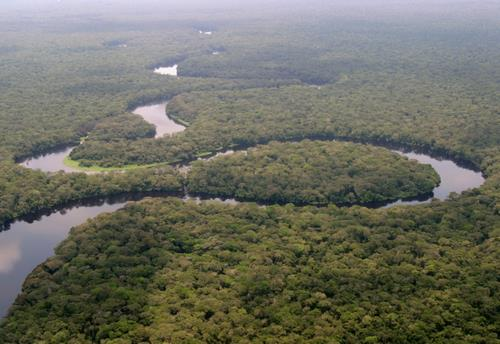
Habitat convenant à la reproduction en République démocratique du Congo.

Au cours de ce que l'on pense être une parade nuptiale, un mâle Hirondelle de Brazza perché à environ trente centimètres de distance d'une femelle a chanté pendant une dizaine de minutes. Au cours de son chant, le mâle se penchait vers la femelle, avec les ailes toujours repliées et la queue en hauteur par rapport au corps. L'Hirondelle de Brazza niche sur les berges verticales des rivières boisées, de juillet à octobre, à la fin de la saison sèche, mais avant que le niveau des rivières ne soit suffisamment élevé pour causer des inondations. Une petite colonie de quatre couples a été observée près d'un affleurement rocheux sur le versant d'une vallée.
L'Hirondelle de Brazza niche seule ou en colonies lâches avec des terriers parfois très éloignés les uns des autres. Le nid est un petit amas de matériaux tendres, comme des plumes ou de l'herbe sèche, généralement au bout d'un tunnel de 50 cm de long. La femelle pond habituellement trois œufs blancs. Les œufs mesurent 18,5 × 112,5 mm et pèsent 1,5 g. La durée d'incubation et l'âge d'envol des jeunes sont inconnus, bien que, comme pour toutes les hirondelles, les poussins soient nidicoles et naissent nus et aveugles.
Comme les autres hirondelles, l'Hirondelle de Brazza se nourrit d'insectes volants, mais aussi de termites, et peut chasser sur les rivières ou dans la savane. On la rencontre formant des groupes monospécifiques, ou en association avec d'autres hirondelles comme l'Hirondelle rustique (Hirundo rustica), l'Hirondelle striée (Cecropis abyssinica), ou l'Hirondelle isabelline (Ptyonoprogne fuligula).

## Distribution et habitat

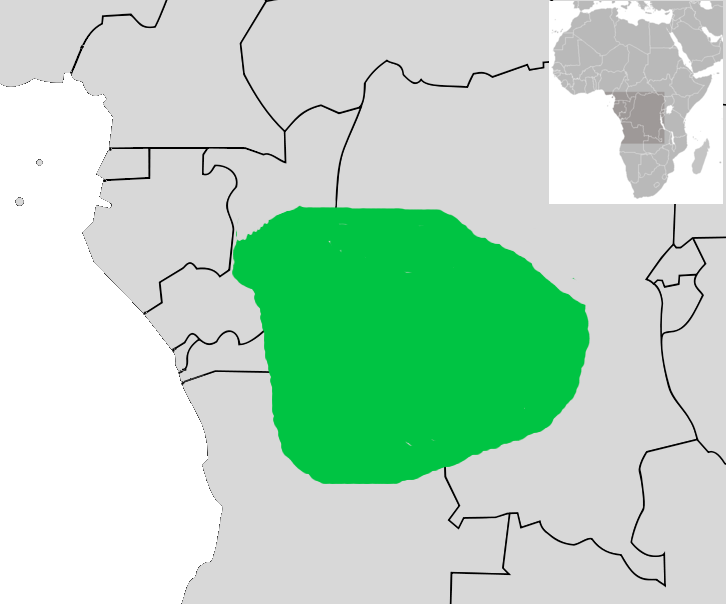
Répartition de l'espèce en Afrique.

L'aire de répartition de l'Hirondelle de Brazza était initialement mal connue, et jusqu'en 1922 le spécimen type du Muséum national d'histoire naturelle (à Paris) était le seul exemplaire enregistré de cette espèce. Un ecclésiastique, Callewaert, recueille ensuite vingt hirondelles près de Luluabourg (aujourd'hui Kananga), et cet oiseau est maintenant connu pour se reproduire dans le sud de la République démocratique du Congo (RDC), en République du Congo, et dans le nord de l'Angola. Une observation probable a également été enregistrée dans le sud-est du Gabon.
Durant la saison de reproduction, cette hirondelle se rencontre à proximité des rivières aux berges abruptes qui sont nécessaires pour la construction des terriers. Ce type d'habitat convenable est courant le long des cours d'eau tropicaux de plaine comme le fleuve Congo ou dans les rivières comportant des bancs de sable comme celles des hauts plateaux de l'Angola. Ces rivières des hauts plateaux ont des berges herbeuses qui traversent les bois de Brachystegia, alors que le bassin du Congo est une forêt tropicale avec plus de 200 cm de précipitations par an. Les zones de plaine sont un patchwork d'habitats secs inondés de façon saisonnière et de bois humides en permanence, de savanes saisonnièrement inondées, et de forêts marécageuses composées de Symphonia globulifera, de raphias et d'espèces du genre Mitragyna. Les berges des rivières sont souvent bordées de Maranta arundinacea. Cette hirondelle semble être en mesure de s'adapter aux savanes ouvertes de Hymenocardia acida, dans lesquelles elle se perche la nuit en dehors des périodes de reproduction, et n'est donc pas fortement tributaire des forêts voisines tant que les sites de reproduction riverains demeurent.

## Taxonomie
L'Hirondelle de Brazza a été décrite pour la première fois en 1886 sous son nom binominal actuel par le zoologiste français Émile Oustalet à partir d'un échantillon récolté à Nganchu dans le district de Ngabé, dans ce qui est aujourd'hui la République du Congo,. Le nom du genre, Phedina, est dérivé du grec phaios (φαιός) signifiant « brun » et de l'italien Rondine signifiant « hirondelle ». Le nom scientifique comme le nom normalisé rendent hommage à l'explorateur français d'origine italienne Pierre Savorgnan de Brazza, qui deviendra plus tard gouverneur général du Congo français, et qui a collecté le spécimen type. Cette espèce était autrefois souvent désignée comme l'« Hirondelle du Congo », mais cela engendrait une confusion avec une autre espèce, l'Hirondelle du Congo (Riparia congica).
Les espèces du genre Phedina sont membres de la famille des Hirundinidae, et font partie de la sous-famille des Hirundininae, qui comprend toutes les hirondelles à l'exception des pseudolangrayens. Des études de séquences d'ADN suggèrent qu'il existe trois grands groupes au sein de la sous-famille des Hirundininae, qui se distinguent très fortement par le type de nid construit. Ces groupes sont les espèces fouisseuses comme l'Hirondelle de rivage, les oiseaux qui utilisent comme nids des cavités naturelles comme l'Hirondelle bicolore (Tachycineta bicolor), et les espèces qui construisent un nid en boue, comme l'Hirondelle rustique. Les espèces du genre Phedina nichent dans des terriers et appartiennent donc au groupe des hirondelles fouisseuses,.
On pense que le genre Phedina a très vite divergé de la principale lignée d'hirondelles, bien que le plumage rayé de ses deux espèces suggère une lointaine parenté avec des espèces africaines d'Hirundo, elles aussi striées,. Le seul autre membre du genre est l'Hirondelle des Mascareignes (P. borbonica), bien que Hans Edmund Wolters ait suggéré, par le passé, de déplacer l'Hirondelle de Brazza dans son propre genre, Phedinopsis Wolters, 1971, en raison de différences significatives au niveau du chant et du type de nid entre ces deux espèces,. Le parent le plus proche des hirondelles du genre Phedina est l'Hirondelle à collier (Riparia cincta), qui ne semble pas être étroitement liée aux autres membres de son genre actuel et ressemble à l'Hirondelle de Brazza au niveau de ses habitudes de nidification et de son chant,. De son côté, l'Association of European Rarities Committees (AERC) place l'Hirondelle à collier dans son propre genre sous le nom Neophedina cincta, plutôt que de fusionner ce genre avec Phedina, car l'Hirondelle à collier est nettement plus grande, a des narines et un bec différents, et la forme de son nid diffère de celui des espèces du genre Phedina.

## Statut de conservation et sauvegarde
Peu de recherches ornithologiques ont été menées dans cette partie de l'Afrique et, jusqu'en 2008, l'Hirondelle de Brazza était classée comme « données insuffisantes » par l'Union internationale pour la conservation de la nature (UICN). On pensait autrefois que cette espèce avait une aire de répartition beaucoup plus restreinte, mais une publication de 2007 montre, preuve à l'appui, que cette aire pouvait être étendue de 500 kilomètres au nord et 175 kilomètres au sud, quadruplant ainsi sa surface. La distribution de l'Hirondelle de Brazza s'étend donc sur 402 000 km2, mais sa population totale est inconnue. Avec son aire de répartition étendue et sa population apparemment stable, cet oiseau est classé comme étant de préoccupation mineure sur la liste rouge de l'UICN.
Il est probable que cette espèce soit capturée au nid pour la consommation humaine, mais les petites colonies éparses sont moins intéressantes dans ce cadre que celles du Pseudolangrayen d'Afrique (Pseudochelidon eurystomina) ou du Guêpier gris-rose (Merops malimbicus). Les colonies qui nichent dans les bancs de sable des rivières peuvent être victimes des crues, mais ni ces causes naturelles ni la chasse ne semblent avoir d'impact sérieux sur la population, et l'espèce ne semble pas menacée. Sa capacité à utiliser les habitats dégradés facilite également sa survie. L'Hirondelle de Brazza n'est protégée ni en Angola, ni en République démocratique du Congo, ni en République du Congo.